# Lijst van voetbalinterlands Brunei - Pakistan
Deze lijst van voetbalinterlands is een overzicht van alle officiële voetbalinterlands tussen de nationale teams van Brunei en Pakistan. De landen hebben tot nu toe een keer tegen elkaar gespeeld. Die ontmoeting, een kwalificatiewedstrijd voor de AFC Challenge Cup 2010, vond plaats in Colombo (Sri Lanka) op 6 april 2009.

## Wedstrijden
| № | Plaats  | Datum        | Competitie                          | Wedstrijd         | Uitslag |
| - | ------- | ------------ | ----------------------------------- | ----------------- | ------- |
| 1 | Colombo | 6 april 2009 | AFC Challenge Cup 2010 kwalificatie | Brunei − Pakistan | 0 − 6   |

## Samenvatting
| Competitie                     | Totaal gespeeld | Winst Brunei | Gelijk | Winst Pakistan | Doelsaldo Brunei – Pakistan |
| ------------------------------ | --------------- | ------------ | ------ | -------------- | --------------------------- |
| AFC Challenge Cup-kwalificatie | 1               | 0            | 0      | 1              | 0 − 6                       |
| Totaal                         | 1               | 0            | 0      | 1              | 0 − 6                       |

Wedstrijden bepaald door strafschoppen worden, in lijn met de FIFA, als een gelijkspel gerekend.
NFABD
Bermuda ·
Bhutan ·
Cambodja ·
China ·
Filipijnen ·
Hongkong ·
India ·
Indonesië ·
Japan ·
Jemen ·
Laos ·
Macau ·
Malediven ·
Maleisië ·
Mongolië ·
Myanmar ·
Nepal ·
Oost-Timor ·
Pakistan ·
Rusland ·
Singapore ·
Sri Lanka ·
Tadzjikistan ·
Taiwan ·
Thailand ·
Vanuatu ·
Verenigde Arabische Emiraten ·
Zuid-Korea
PFF · A-Internationals · Olympisch elftal · Pakistaans vrouwenelftal
1950 – 1959 · 
1960 – 1969 · 
1970 – 1979 · 
1980 – 1989 · 
1990 – 1999 · 
2000 – 2009 · 
2010 – 2019 ·
2020 − 2029
Afghanistan ·
Bahrein ·
Bangladesh ·
Bhutan ·
Brunei ·
Cambodja ·
China ·
Djibouti ·
Filipijnen ·
Guam ·
India ·
Indonesië ·
Irak ·
Iran ·
Israël ·
Japan ·
Jemen ·
Jordanië ·
Kazachstan ·
Kenia ·
Kirgizië ·
Koeweit ·
Libanon ·
Macau ·
Malediven ·
Maleisië ·
Mauritius ·
Myanmar ·
Nepal ·
Noord-Korea ·
Oman ·
Palestina ·
Qatar ·
Saoedi-Arabië ·
Singapore ·
Sri Lanka ·
Syrië ·
Tadzjikistan ·
Taiwan ·
Thailand ·
Turkije ·
Turkmenistan ·
Verenigde Arabische Emiraten ·
Zuid-Korea ·
Zuid-Vietnam